# Porto di Singapore
Il porto di Singapore è il porto della città di Singapore ed è il secondo porto al mondo in termini di tonnellaggio totale di spedizione dopo Shangai ed è il quinto per il trasporto di container; vi passa metà della fornitura annuale di greggio ed è il porto più trafficato per i trasbordi.
È collegato con oltre 600 porti in 123 nazioni su 5 continenti.
Il porto è fondamentale per l'economia della città-stato a causa della mancanza di terraferma e di risorse naturali.